# Hammondorgel

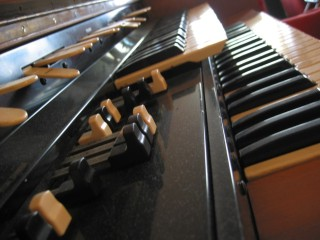
Klaviaturen einer Hammond L100

Die Hammondorgel oder Hammond-Orgel (auch kurz Hammond) ist eine nach ihrem Erfinder Laurens Hammond benannte elektromechanische Orgel.
Ursprünglich als Ersatz für die Pfeifenorgel gedacht, wurde sie über den Einsatz als Unterhaltungsinstrument zum Instrument des Jazz; als preisgünstiger Ersatz für Pfeifenorgeln in nordamerikanischen Kirchen wurde sie zunächst in der Gospel-Musik verwendet. Von dort breitete sich die Hammondorgel in Rock, Rhythm and Blues, Soul, Funk, Ska, Reggae, Fusion aus. Als vollwertiger Ersatz für Pfeifenorgeln konnte sich die Hammondorgel jedoch nicht durchsetzen.
Größte Popularität hatte sie in den 1960er und 1970er Jahren. Aber auch heute noch sind ihr unverwechselbarer Klang oder Nachahmungen dieses Klanges in der Populärmusik weit verbreitet. Im Laufe der Jahrzehnte wurde die Hammondorgel (vor allem das Modell B-3 in Verbindung mit einem Leslie-Lautsprechersystem) zu einem etablierten Instrument.
Allen Instrumenten gemein ist der Aufbau mit zwei Manualen und Pedal. Tonumfang der Manuale und der Pedalklaviatur sind bei den verschiedenen Modellen jedoch unterschiedlich. Das Obermanual wird als Swell, das Untermanual als Great bezeichnet. Diese Bezeichnungen sind der Pfeifenorgel entlehnt und bedeuten dort Hauptwerk (Great) und Schwellwerk (Swell).

## Geschichte
Laurens Hammond, selbst kein Musiker, erfand um 1920 für von ihm produzierte Uhren einen Wechselstrom-Synchronmotor. Von 1932 an suchte er weitere Anwendungsmöglichkeiten für diesen Motor. Durch den Boom von Theater- und Kinoorgeln und angeregt von einem Firmenmitarbeiter, der Organist einer Kirchgemeinde war, kam ihm 1933 die Idee zur Konstruktion des Tonerzeugungsprinzips der Hammondorgel. Zahlreiche Experimente mit einem Klavier führten dazu, dass er am 19. Januar 1934 für dieses Instrument ein Patent beantragte. Am 24. April 1934 wurde ihm vom US-Patentamt das Patent für den packing box prototype unter dem Namen Electrical Musical Instrument zugesprochen (US-Patent 1.956.350.) Die Orgel wurde am 15. April 1935 vom Organisten Pietro Yon bei einer Pressevorführung in der New Yorker St.-Patrick-Kathedrale der Öffentlichkeit vorgestellt. Henry Ford erteilte kurz darauf einen Auftrag über sechs Orgeln. Weitere prominente Besteller waren George Gershwin und Count Basie. Im Laufe der Jahre entwickelte sich die Orgel zu einem für bestimmte Musikstile charakteristischen Instrument vor allem in Verbindung mit dem Leslie Lautsprecher-Kabinett, einer Lautsprecherbox, bei der der Klang durch rotierende Reflektoren einen schwebenden Effekt erhält (erfunden von Donald Leslie). Im Gegensatz zu vielen anderen europäischen Ländern wurde die Hammondorgel erst ab Ende der 1940er-Jahre, nach dem Zweiten Weltkrieg offiziell in Deutschland (West) eingeführt, zunächst durch die dänische Firma Brødr. Jørgensen. Bis 1945 gelangten nur einzelne Modelle ins Deutsche Reich, so z. B. eines, über das der Kirchenmusiker Hermann Keller berichtet.
Die in der Hammond-Orgel angewendeten Prinzipien der Generierung der unterschiedlichen Tonhöhen mittels Zahnrädern mit unterschiedlicher Zahnzahl, die auf einer Welle mit konstanter Drehzahl rotieren, der additiven Klangsynthese und der Bedienung über einen Orgelspieltisch waren bereits im Jahr 1900 im Telharmonium realisiert worden.

## Technik

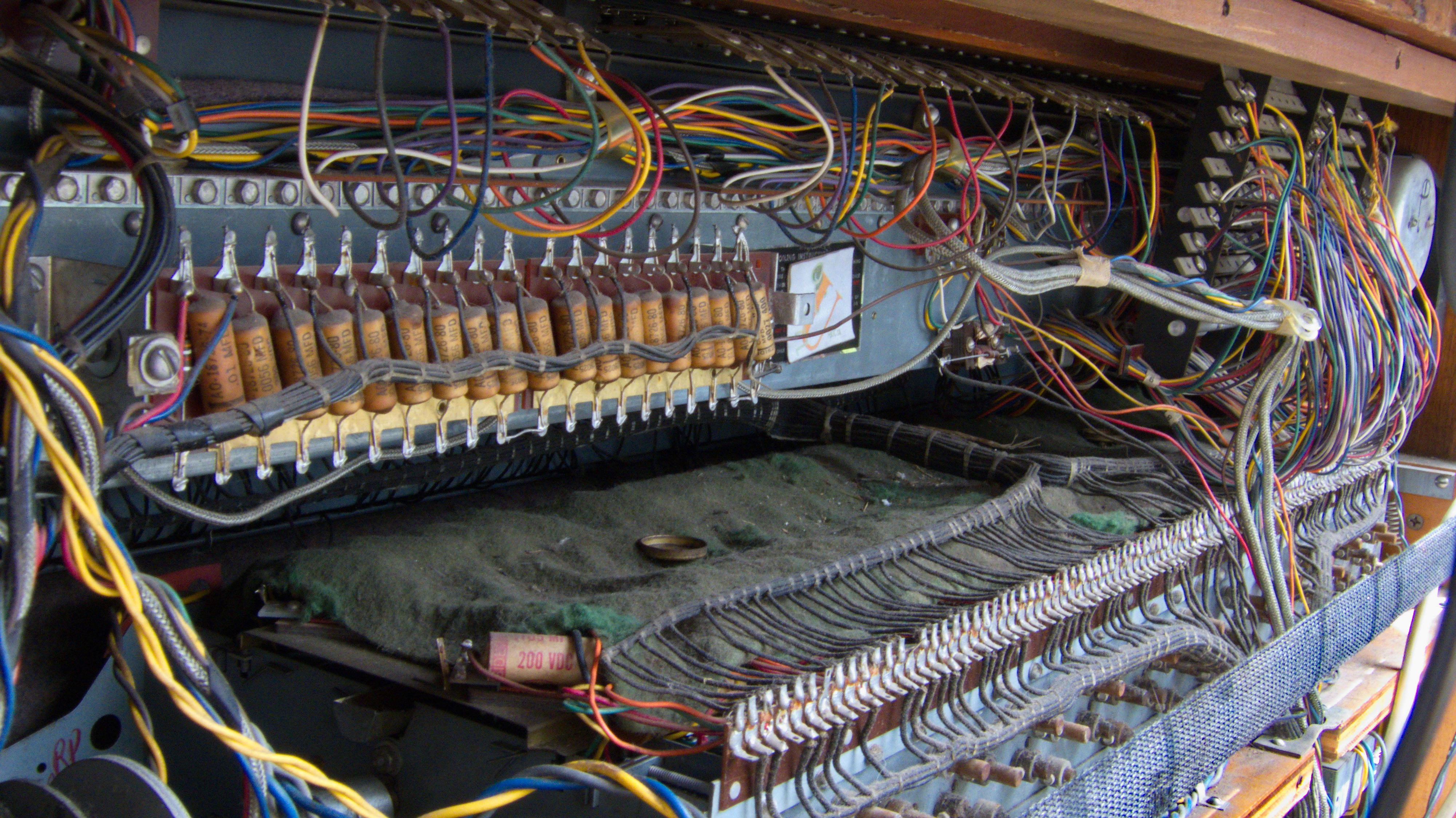
Sicht über den Tongenerator

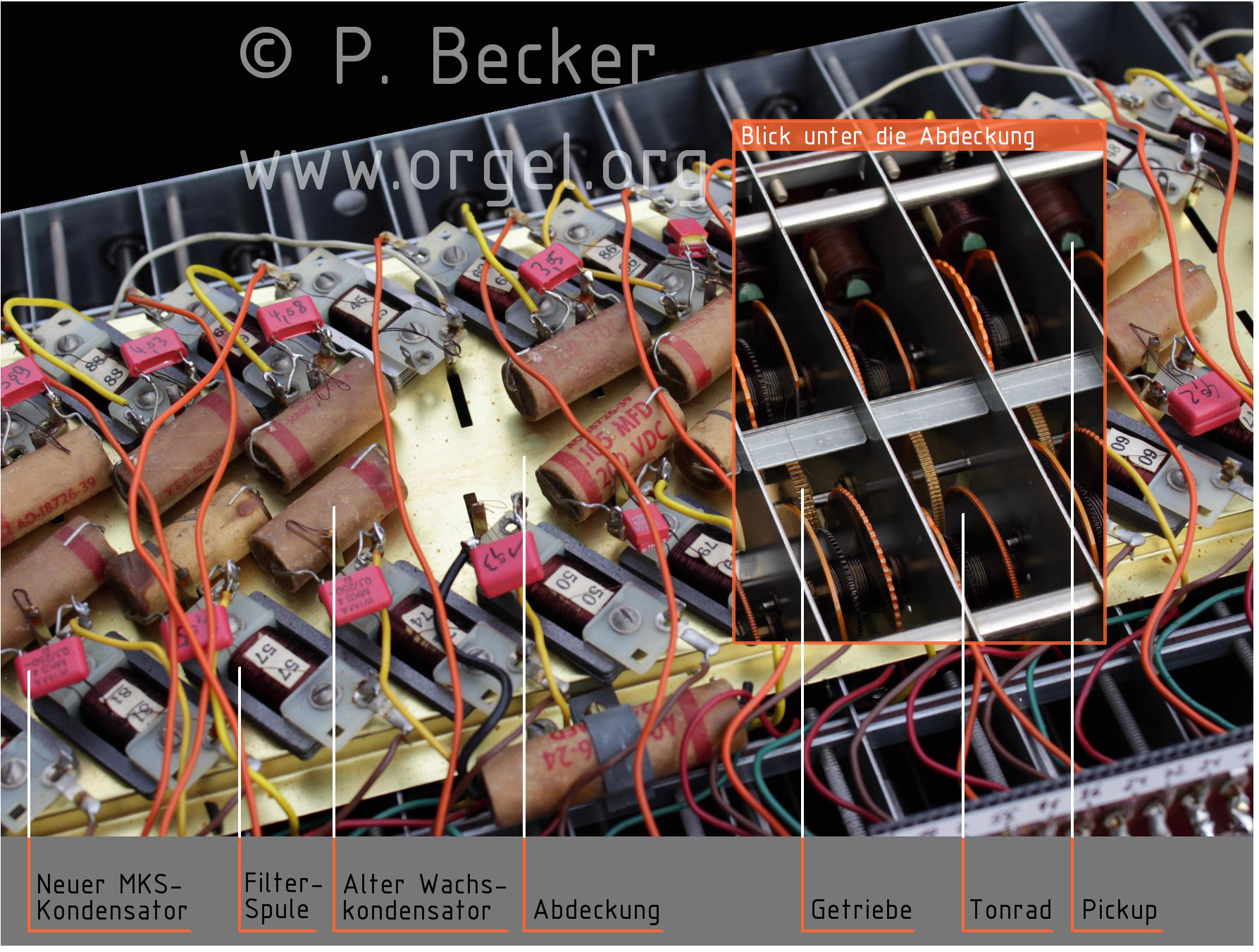
Elemente des Tongenerators, Blick ins Innere

Die Tonerzeugung der Hammondorgel beginnt im sogenannten Generator. Dabei rotieren stählerne Tonräder (englisch Tonewheel) mit einem gewellten Rand vor elektromagnetischen Tonabnehmern (Permanent-Stabmagnete in Spulen). Durch die Wellenform entfernt und nähert sich der Rand des Rades periodisch dem Permanentmagneten. Das ändert den magnetischen Fluss, wodurch in der Spule eine Wechselspannung induziert wird. Die Form der Zähne führt zu einer sinusähnlichen Schwingung, die durch eine Filterschaltung weiter geglättet wird, sodass eine fast ideale Sinusform entsteht. Die erzeugten Wechselspannungen in der Größenordnung von einigen Millivolt werden dann durch die Manuale, die Zugriegel und den Scanner (Vibrato- und Chorusschaltung) geleitet. Am Ende der Verarbeitungskette liegt eine Verstärkerstufe, die das Tonsignal so weit verstärkt, dass ein Lautsprecher angesteuert werden kann.

### Antrieb des Generators

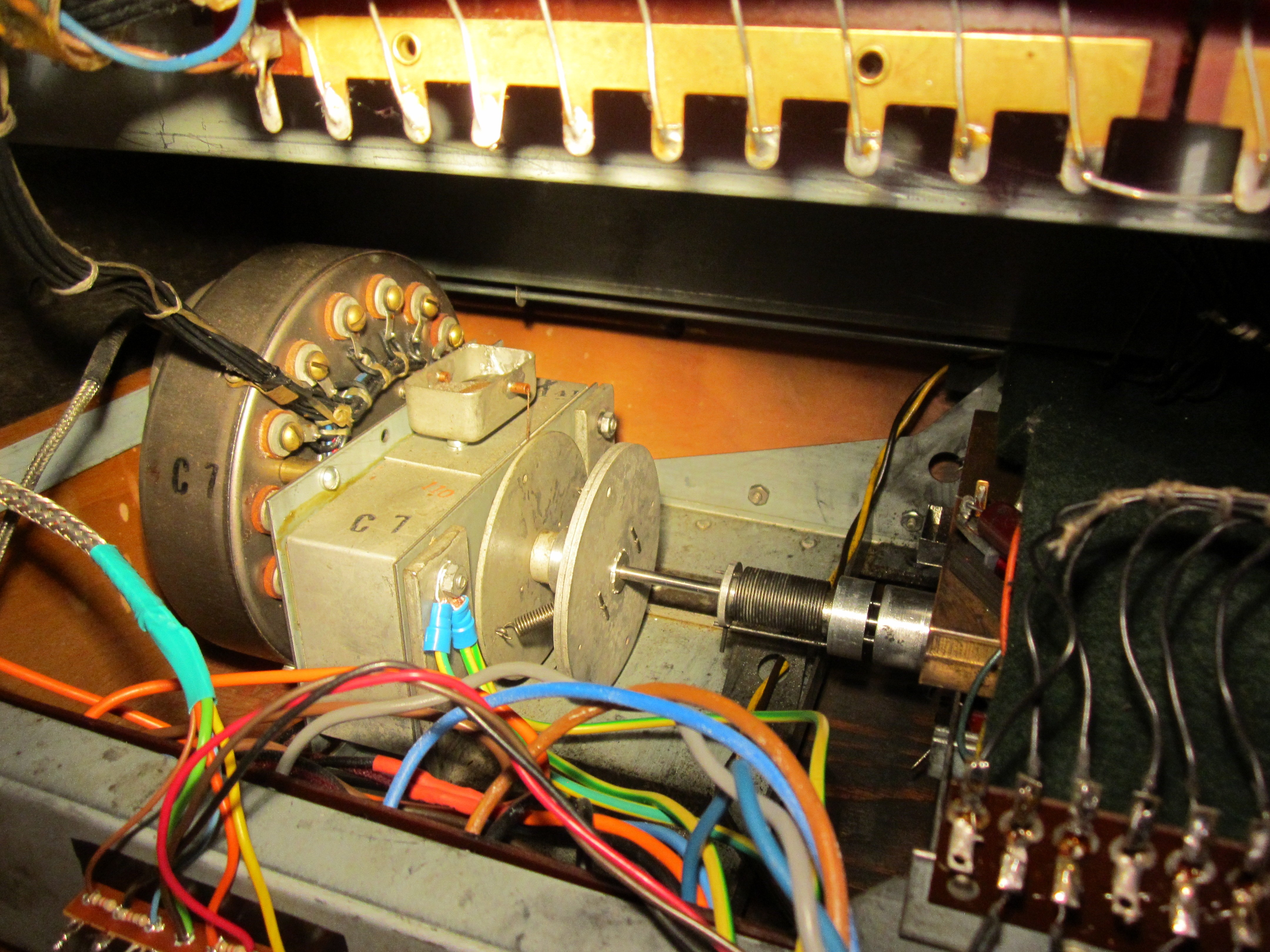
Links der Synchronmotor einer Hammond B-3 mit Vibrato-Scanner und Schwungrädern

Der Generator wird von einem Synchronmotor angetrieben. Nach dem Hochlauf auf Synchrondrehzahl ist die Drehzahl dieses Motors nur noch von seiner Polpaarzahl und der Netzfrequenz abhängig. Das kann sich als Nachteil erweisen, wenn bei einer Freiluftveranstaltung der Strom aus Generatoren nicht frequenzstabil ist.
Frühe Modelle haben einen Synchron-Reluktanzmotor. In Modellen, die mit 60 Hz Netzfrequenz betrieben werden, läuft ein sechspoliger Motor mit 1200 Umdrehungen pro Minute, in 50-Hz-Modellen ein vierpoliger Motor mit 1500 Umdrehungen pro Minute. Da diese Motoren prinzipbedingt nicht selbst anlaufen können, ist zusätzlich ein Spaltpolmotor eingebaut, der den Synchronmotor zunächst auf Drehzahl bringen muss. Diese Modelle verfügen über die sogenannten START-RUN SWITCHES. Der START SWITCH ist ein Taster, der den Startmotor mit Spannung versorgt, so lange er betätigt wird. Der RUN SWITCH ist ein Schalter, der den Synchronmotor und die Verstärker mit Spannung versorgt, zudem wird ein Widerstand vor den Startmotor geschaltet. Das Starten einer Hammond mit diesen beiden Schaltern sollte laut Bedienungsanleitung folgendermaßen geschehen:
1. Den START SWITCH für ca. 8 Sekunden betätigen.
2. Den RUN SWITCH einschalten und den START SWITCH für ca. 4 Sekunden weiter halten und dann loslassen.
3. Nach etwa 30 Sekunden sollte die Orgel spielbereit sein.START-RUN Schalter einer Hammond B-3

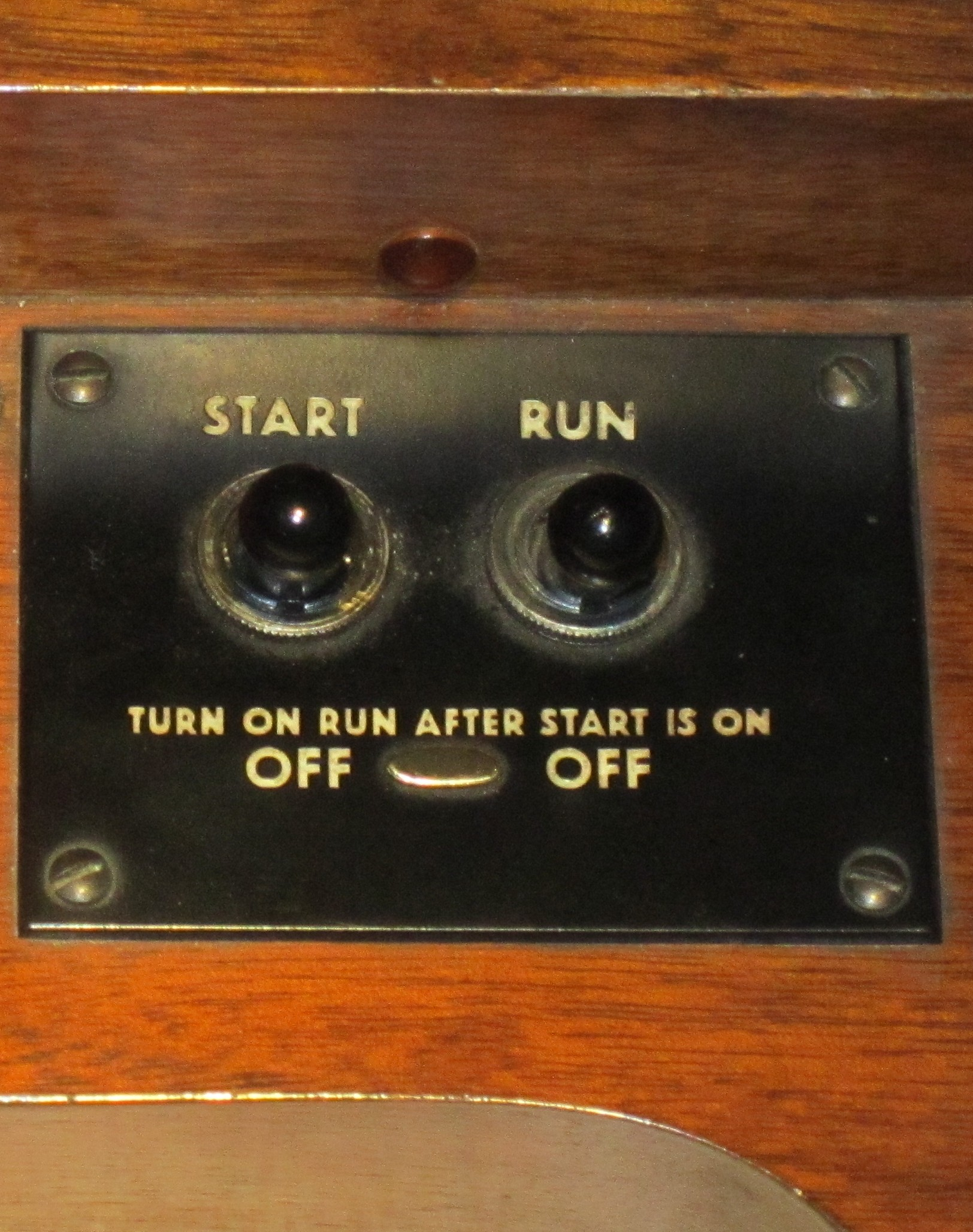
START-RUN Schalter einer Hammond B-3

Der Antriebsmotor ist mit der Hauptwelle durch ein Schwungrad-Feder-System elastisch verbunden, um diese vom rauen Lauf (das Drehmoment ist über eine Motorumdrehung nicht konstant) zu entkoppeln.
Spätere Modelle haben selbststartende Synchronmotoren. Hier wurden ausschließlich vierpolige Motoren verwendet, die bei 60 Hz mit 1800 bzw. bei 50 Hz mit 1500 Umdrehungen pro Minute laufen. Eine Ausnahme bildet das Modell X66, in dem ein zweipoliger Motor den speziellen Tongenerator mit 3600 bzw. 3000/min antreibt.

### Aufbau und Pflege

Tonrad rotiert vor einem elektromagnetischen Tonabnehmer

Der Generator enthält zwischen 86 und 96 Tonräder unterschiedlicher Zähnezahl. Die Tonräder sitzen auf mehreren (48 bei den Konsolen- bzw. 42 bei den Spinettmodellen) Stahlwellen, die in Bronzebuchsen gelagert sind. Nach vorne und hinten ragen die Magnetkerne der Tonabnehmer aus dem Gehäuse des Generators, der ungefähr halb so breit ist wie die ganze Orgel. Über den Abstand der Magnetkerne von den jeweiligen Tonrädern kann die Lautstärke der Einzeltöne justiert werden. Die Tonräder sitzen nicht chromatisch nach Tonhöhe sortiert entlang der Hauptwelle, sondern sind in Kammern zu je vier Stück mit gleicher Übersetzung angeordnet. Zwei dieser Kammern, also insgesamt acht Tonräder, erzeugen die unterschiedlichen Oktavlagen der jeweiligen Töne. Über die Verdrahtung (Verharfung) werden die Töne mit den Kontakten der zuständigen Tasten verbunden. Der Signalpegel beträgt einige zehn Millivolt.
Die Bronzelager erfordern kontinuierliche Schmierung. Diese wird durch einen zu jedem Lager führenden Baumwollfaden (Docht) sichergestellt, der durch Kapillarwirkung Öl aus einer mittig längs (parallel zu den Wellen) an der Oberseite des Tongenerators verlaufenden Ölrinne saugt. Die Rinne (und auch das Scanner-Vibrato) wird über zwei kleine Trichter von oben mit Öl befüllt. Mindestens einmal jährlich soll geeignetes Öl nachgefüllt werden, sodass es einige Millimeter hoch in den Trichtern steht.
Die Motor-Tongenerator-Einheit ist zur akustischen Entkoppelung federnd im Gehäuse der Orgel aufgehängt. Bei Auslieferung und bei größeren Transporten soll aber eine Transportsicherung angebracht werden, ähnlich wie bei anderen Geräten mit federnd aufgehängten Massen (Plattenspieler, Waschmaschine). Ein Kippen des Instrumentes ist unproblematisch. Es muss jedoch in Bezug auf das Ölen beachtet werden, dass in der Ölwanne lediglich der dort befindliche Filz angefeuchtet wird. Keinesfalls darf in der Wanne Öl stehen. Erstens würde dies beim Kippen der Orgel überlaufen, andererseits würde eine „Überölung“ zur Beschädigung des Vibrato-Scanners führen.

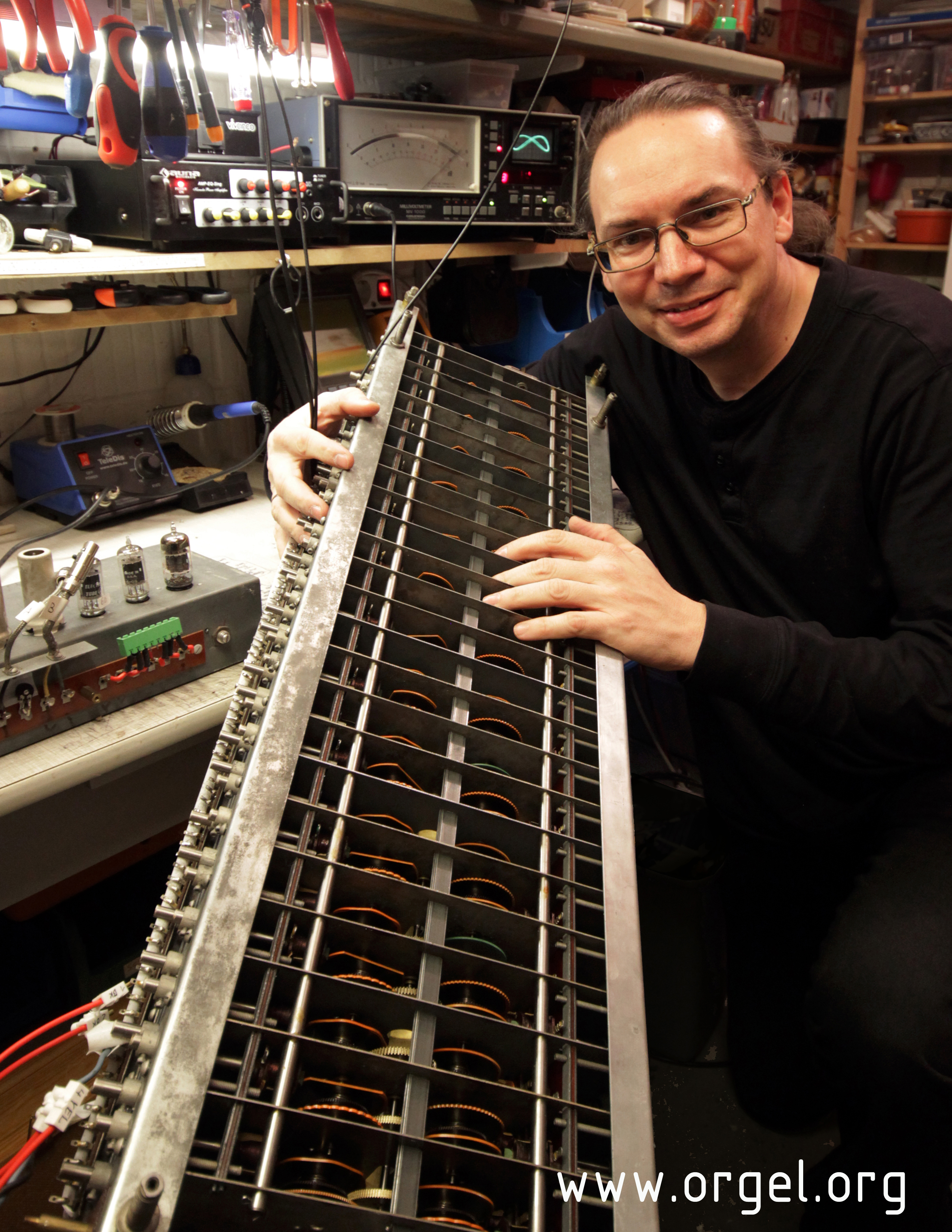
Blick auf die Tonräder auf der Generatorunterseite

### Tonerzeugung
Die zur Tonerzeugung erforderlichen Drehzahlen werden durch Zahnradgetriebe mit zwölf unterschiedlichen Übersetzungen bereitgestellt. Die dabei entstehenden zwölf verschiedenen Drehzahlen, mit denen sich die Tonräder auf den Tonradwellen drehen, ergeben näherungsweise die zwölf gleichstufig gestimmten chromatischen Töne einer Oktave.
Am Beispiel einer Orgel, die mit 60 Hz Netzfrequenz betrieben wird sowie 91 aktive Tonräder und 61 Tasten (C–c4) je Manual hat, sollen die Verhältnisse näher erläutert werden: Bei 60 Hz Netzfrequenz dreht sich die Motorwelle des sechspoligen Synchronmotors mit 20 Hz (1200 Umdrehungen pro Minute). Die nachfolgende Tabelle zeigt für diesen Fall die zwölf Übersetzungen der Zahnradgetriebe, die zugehörigen Töne der tiefsten Oktave der Orgel (Kontraoktave: Tasten C bis H bei gezogenem 16′-Riegel) mit ihren Frequenzen und die Abweichungen zur gleichstufigen Stimmung:
| Übersetzung | Ton           | Frequenz | Abweichung |
| ----------- | ------------- | -------- | ---------- |
| 085:104     | C1 (Kontra-C) | 32,69 Hz | −0,58 Cent |
| 071:82      | Cis1          | 34,63 Hz | −0,68 Cent |
| 067:73      | D1            | 36,71 Hz | +0,20 Cent |
| 105:108     | Dis1          | 38,89 Hz | −0,09 Cent |
| 103:100     | E1            | 41,20 Hz | −0,14 Cent |
| 084:77      | F1            | 43,64 Hz | −0,68 Cent |
| 074:64      | Fis1          | 46,25 Hz | +0,03 Cent |
| 098:80      | G1            | 49,00 Hz | +0,02 Cent |
| 096:74      | Gis1          | 51,89 Hz | −0,71 Cent |
| 088:64      | A1            | 55,00 Hz | 00,00 Cent |
| 067:46      | Ais1          | 58,26 Hz | −0,29 Cent |
| 108:70      | H1            | 61,71 Hz | −0,59 Cent |

Die Orgel ist auf den Kammerton a1 = 440 Hz gestimmt.
Pro Übersetzung dreht sich ein Satz von acht Tonrädern mit unterschiedlicher Zahnzahl auf vier Tonradwellen (je zwei Tonräder sitzen auf einer Welle, mit der sie über eine Rutschkupplung gekoppelt sind) zur Erzeugung der verschiedenen Oktavlagen der Töne:
| Oktave                          | Zahnzahl |
| ------------------------------- | -------- |
| Kontraoktave                    | 02       |
| Große Oktave                    | 04       |
| Kleine Oktave                   | 08       |
| Eingestrichene Oktave           | 016      |
| Zweigestrichene Oktave          | 032      |
| Dreigestrichene Oktave          | 064      |
| Viergestrichene Oktave          | 128      |
| Fünfgestrichene Oktave bis fis5 | 192      |

Bei der fünfgestrichenen Oktave kommen aus fertigungstechnischen Gründen keine Tonräder mit 256 Zähnen zum Einsatz. Auf den Tonradwellen für die Töne C bis E befinden sich zahnlose Räder ohne Tonabnehmer, die nur aus mechanischen Gründen montiert sind. Daher hat eine Orgel mit 96 Tonrädern nur 91 Tonräder, die jeweils einen Ton erzeugen. Die Tonräder mit 192 Zähnen für die Töne c5 bis fis5 befinden sich auf den Tonradwellen für die Töne F bis H. Das Verhältnis 192:256 Zähne ist gleich 3:4, was einer reinen Quarte entspricht. Deshalb produziert das Tonrad mit 192 Zähnen auf der Tonradwelle für den Ton F die Unterquarte zum Ton f5, also den Ton c5. Da die reine Quarte aber von der gleichstufigen Quarte abweicht und weitere Abweichungen durch die Übersetzungen hinzu kommen, ergeben sich für die Töne der fünfgestrichenen Oktave andere Abweichungen von der gleichstufigen Stimmung:
| Übersetzung | Tonradwelle | Ton  | Frequenz | Abweichung |
| ----------- | ----------- | ---- | -------- | ---------- |
| 084:77      | F           | c5   | 4189 Hz  | +1,27 Cent |
| 074:64      | Fis         | cis5 | 4440 Hz  | +1,98 Cent |
| 098:80      | G           | d5   | 4704 Hz  | +1,98 Cent |
| 096:74      | Gis         | dis5 | 4982 Hz  | +1,25 Cent |
| 088:64      | A           | e5   | 5280 Hz  | +1,96 Cent |
| 067:46      | Ais         | f5   | 5593 Hz  | +1,67 Cent |
| 108:70      | H           | fis5 | 5925 Hz  | +1,36 Cent |

Sämtliche hier beschriebenen Abweichungen von der gleichstufigen Stimmung liegen unter zwei Cent, was allgemein als Wahrnehmungsgrenze für Verstimmungen angesehen wird. Somit stellt die verwendete Kombination aus Zahnradgetrieben und Tonrädern eine für die musikalische Praxis hinreichend genaue Näherung der gleichstufigen Stimmung dar.
Durch die starre mechanische Vorgabe der Frequenzen über die unterschiedliche Zahnzahl der Räder kann sich die Orgel in sich nicht verstimmen, jedoch schwankt die Tonhöhe des Instrumentes im Ganzen mit der Netzfrequenz. Eine Hammondorgel lässt sich somit in keiner Weise stimmen; alle anderen Instrumente haben sich nach ihr zu richten. (Abhilfe kann hier ein nachgerüsteter NetzfrequenzUmrichter schaffen, der in Spezialgeschäften erhältlich ist.)
Eine Besonderheit stellt der Tongenerator der H-100- und der X-77-Modellreihen dar. Er hat 96 aktive Tonräder, in der obersten Oktave rotieren zwölf Räder mit 256 Zähnen. Sein Tonumfang beträgt volle acht Oktaven, also von C1 bis h5 bzw. von 32,69 Hz bis 7899 Hz. Die Töne der fünfgestrichenen Oktave werden mit derselben Genauigkeit erzeugt wie die aller anderen Oktaven.
Etwa um 1975 beendete Hammond die Produktion der Orgeln mit elektromechanischer Tonerzeugung und stellte auf Orgeln mit elektronischer Tonerzeugung um. Diese Orgeln konnten den typischen Klang der elektromechanischen Orgeln jedoch anfangs nicht erreichen, sodass sie von professionellen Musikern nicht richtig akzeptiert wurden.

## Klangformung
Die nachfolgenden Betrachtungen gelten für das bekannteste Modell B-3, andere Modelle können Unterschiede dazu aufweisen, ohne dass sich das Grundprinzip ändert.

### Zugriegel und Fußlagen

Zugriegel einer Hammondorgel

Ein Ton der Orgel setzt sich aus neun verschiedenen Frequenzanteilen zusammen, deren jeweilige Lautstärkepegel über die sogenannten Zugriegel (engl. Drawbars) eingestellt werden können (siehe auch additive Synthese). Man bezeichnet diese Orgel daher auch als neunchörig. Jeder Zugriegel hat neun verschiedene Lautheitsstufen (von 0 bis 8). Daraus ergeben sich rechnerisch, da die Nullstellung aller Zugriegel keine klingende Kombination ergibt, 99-1=387.420.488 unterschiedliche Kombinationsmöglichkeiten.
Die Zugriegel sind aus ergonomischen Gründen so angeordnet, dass beim Spiel mit der rechten Hand auf dem Obermanual die Zugriegel links sitzen, weil sie mit der linken Hand bedient werden. Für das Untermanual sind die Zugriegel auf der rechten Seite angebracht.
Die Zugriegel werden nach ihrer Tonhöhe bezeichnet, ausgedrückt durch die sogenannte Fußlage. Diese Einteilung wurde von den Registern der Pfeifenorgel übernommen. Die Fußlagen sind (in der Einheit Fuß, ′): 16′, 51/3′, 8′, 4′, 22/3′, 2′, 13/5′, 11/3′, 1′. Sie entsprechen den folgenden Intervallen beziehungsweise Obertönen bezogen auf die Basis 8′ (Äquallage):
| 16′   | eine Oktave tiefer (Unterton zu 8′)                           |
| 51/3′ | eine Quinte höher (3. Harmonische zu 16′)                     |
| 8′    | Äquallage                                                     |
| 4′    | eine Oktave höher (2. Harmonische zu 8′)                      |
| 2/3′  | eine Oktave und eine Quinte höher (3. Harmonische zu 8′)      |
| 2′    | zwei Oktaven höher (4. Harmonische zu 8′)                     |
| 13/5′ | zwei Oktaven und eine große Terz höher (5. Harmonische zu 8′) |
| 1/3′  | zwei Oktaven und eine Quinte höher (6. Harmonische zu 8′)     |
| 1′    | drei Oktaven höher (8. Harmonische zu 8′)                     |

Man unterscheidet zwischen dem Grundton und seinen Oktaven
(Fußlagen 8′, 4′, 2′, 1′; weiße Zugriegel),
und den zwischen den Oktaven liegenden Obertönen
(Fußlagen 22/3′, 13/5′, 11/3′; schwarze Zugriegel).
Weiter gibt es Subtöne (Fußlagen 16′, 51/3′; braune Zugriegel). Die Subtöne gehören nicht zu den harmonischen Obertönen eines 8-Fuß-Registers.
In einer Pfeifenorgel sind alle Obertonregister stets rein, also mit Frequenzen, die ein ganzzahliges Vielfaches zur Grundtonfrequenz bilden, ausgeführt. Bei der Hammondorgel gilt dieses nur für die Oktavlagen (8′, 4′, 2′, 1′; bezogen auf 16′). Um die Quinten (51/3′, 22/3′, 11/3′) und die Terz (13/5′) derart zu bauen, wären für die Quinten Tonräder mit {6; 12; 24; …} Zähnen und für die Terz Tonräder mit {20; 40; 80; …} Zähnen erforderlich, die jedoch nicht vorhanden sind. Die Quinten und die Terz müssen aus den vorhandenen Tönen gewonnen werden, die aber näherungsweise gleichstufig gestimmt sind. Diese Art der Fußlagengewinnung stellt den Extremfall einer Multiplexorgel dar. Alle Fußlagen („Register“) werden aus einer einzigen Reihe Tonerzeuger gewonnen. Nachfolgende Tabelle stellt die Töne und deren Abweichungen von den rein gestimmten Obertönen für die Zugriegel 22/3′ (Quinte, 3. Teilton) und 13/5′ (Terz, 5. Teilton) dar:
| 8′-Ton (Grundton) | 2/3′-Ton | Abweichung | 13/5′-Ton | Abweichung |
| ----------------- | -------- | ---------- | --------- | ---------- |
| C                 | g0       | −1,9 Cent  | e1        | +13,5 Cent |
| Cis               | gis0     | −2,7 Cent  | f1        | +13,0 Cent |
| D                 | a0       | −2,0 Cent  | fis1      | +13,7 Cent |
| Dis               | ais0     | −2,2 Cent  | g1        | +13,7 Cent |
| E                 | h0       | −2,5 Cent  | gis1      | +13,0 Cent |
| F                 | c1       | −2,5 Cent  | a1        | +13,7 Cent |
| Fis               | cis1     | −2,6 Cent  | ais1      | +13,4 Cent |
| G                 | d1       | −1,8 Cent  | h1        | +13,1 Cent |
| Gis               | dis1     | −2,0 Cent  | c2        | +13,1 Cent |
| A                 | e1       | −2,1 Cent  | cis2      | +13,0 Cent |
| Ais               | f1       | −2,6 Cent  | d2        | +13,9 Cent |
| H                 | fis1     | −1,9 Cent  | dis2      | +13,6 Cent |

Hinweis: Da das Cent ein relatives Maß für den Abstand zweier Töne beziehungsweise Frequenzen ist, gelten die Werte der Abweichungen beim 22/3′ auch für die Zugriegel 51/3′ und 11/3′.
Während die Abweichungen bei den Quinten noch im Bereich der Wahrnehmungsgrenze für Verstimmungen liegen, so sind die Abweichungen bei der Terz deutlich als Abweichungen zur rein gestimmten großen Terz (5. Teilton) wahrnehmbar, was Pfeifenorgelspieler als sehr störend empfinden können. Andererseits trägt diese eigenartige Art der Fußlagengewinnung zum typischen Klang der Orgel bei.
Als Notation von Registereinstellungen werden in Noten oder einschlägiger Fachliteratur die Positionen der einzelnen Register durch neun Ziffern dargestellt. So bedeutet die Darstellung 888888888 etwa, dass alle Register maximal gezogen sind. Bei 500008000 klingen nur die 16′- und 2′-Register. Oft werden die Ziffern auch nach dem Schema 2-4-3 gruppiert, sodass einige Organisten 88 8888 888 beziehungsweise 50 0008 000 für die oben genannten Beispiele notieren.

### Harmonic Foldback
Die 91 Frequenzen des Generators reichen nicht aus, um alle Tasten mit den kompletten Obertönen zu versorgen. Dazu wären 109 Frequenzen (61 Töne plus 3 Oktaven für die Obertöne und 12 Töne für die Suboktave: 61+36+12=109) notwendig, einige hohe Töne fehlen. Wenn man nun einen hohen Ton spielte, erklängen dessen höhere Obertöne nicht, weshalb er leiser und dünner klänge. Das sogenannte Harmonic Foldback wirkt diesem Effekt entgegen. Wenn ein Oberton außerhalb des Frequenzumfangs des Generators liegt, erklingt er eine Oktave tiefer. Das Harmonic Foldback wird ab dem Ton g5 erforderlich, da der höchste verfügbare Ton der Orgel fis5 ist. Dadurch ändert sich die Frequenzcharakteristik der hohen Töne maßgeblich. Das Harmonic Foldback ist der Grund, warum eine B-3 in den hohen Lagen so schreit. Für das Harmonic Foldback ergibt sich folgende Situation:
| Zugriegel | Tastenbereich:Fußlage | Tastenbereich:Fußlage | Tastenbereich:Fußlage |
| --------- | --------------------- | --------------------- | --------------------- |
| 16′       | C–c4: 16′             |                       |                       |
| 8′        | C–c4: 8′              |                       |                       |
| 51/3′     | C–c4: 51/3′           |                       |                       |
| 4′        | C–c4: 4′              |                       |                       |
| 2/3′      | C–h3: 22/3′           | c4: 51/3′             |                       |
| 2′        | C–fis3: 2′            | g3–c4: 4′             |                       |
| 13/5′     | C–d3: 13/5′           | dis3–c4: 31/5′        |                       |
| 1/3′      | C–h2: 11/3′           | c3–h3: 22/3′          | c4: 51/3′             |
| 1′        | C–fis2: 1′            | g2–fis3: 2′           | g3–c4: 4′             |

Funktional entspricht das Harmonic Foldback einer Oktavrepetition in einem Pfeifenorgelregister. Es gibt jedoch einen signifikanten Unterschied zur Pfeifenorgel. Repetiert bei einer Pfeifenorgel ein 2′-Register auf der Taste g3 in die 4′-Lage, so sind auch für die höchsten Tasten eigene Pfeifen vorhanden. Zusammen mit einem 4′-Register erklingen also 4′ + 2′ und ab der Taste g3 4′ + 4′, also zwei Töne gleichzeitig auf jeder Taste. Da bei der Hammondorgel keine Tonräder doppelt vorhanden sind, erklingen nur bis zur Taste fis3 zwei unterschiedliche Töne gleichzeitig, nämlich 4′ + 2′, ab der Taste g3 erklingt jedoch nur noch ein Ton, der 4′ – allerdings wird auch hier dieser eine Ton dann doppelt zur Verfügung gestellt, woraus sich in der Mischung (zumindest theoretisch) ein Lautstärkezuwachs ergibt. Besonders bei der Kombination 4′ + 2′ + 1′ wird der Ton in den hohen Lagen aber zunehmend dünner. Das Harmonic Foldback löst das Problem des in der Höhe dünner werdenden Klangs daher nicht vollständig.

### Chorus und Vibrato
Ein Choruseffekt ist prinzipiell eine Schwebung, die dann entsteht, wenn zwei Töne mit gering unterschiedlichen Frequenzen gemeinsam klingen. Um 1940 erreichte man das bei den Hammondorgeln, indem man einen zweiten Tongenerator – einen Chorus-Generator – einbaute, der gegenüber dem Hauptgenerator gering verstimmt wurde. Die Frequenzen dieser beiden Generatoren überlagern sich und ein Choruseffekt entsteht. Da so ausgestattete Orgeln wesentlich teurer und schwerer waren, ging man dazu über, ein Scanner-Vibrato zu nutzen:
Die Vibrato-Einheit besteht aus einer analogen Verzögerungsleitung (oder Phasenschieberschaltung, das sind hintereinandergeschaltete LC- und LRC-Filterschaltungen) mit 16 Ausgängen, an denen das von Stufe zu Stufe zunehmend verzögerte Tonsignal abgegriffen und dem Vibrato-Scanner zugeführt wird. Bei diesem handelt es sich um eine Art kontaktlosen Drehschalter (technisch ähnlich einem Drehkondensator mit 16 Statorpaketen und einem Rotorpaket).

Das an den Statorpaketen anliegende, jeweils unterschiedlich stark verzögerte Signal wird vom Rotor abgegriffen und weitergeleitet.
Die phasenverschobenen Signale sind mit auf- und absteigender Verzögerung (entsprechend dem Muster 1-2-3-4-5-6-7-8-7-6-5-4-3-2-1) auf die Statorpakete gelegt. Über den an die Motorachse gekoppelten umlaufenden Rotor wird somit ein periodisch unterschiedlich stark verzögertes Signal zur weiteren Verstärkung gegeben. Daraus resultiert zunächst eine Tonhöhenschwankung (Vibrato) des Orgeltons. Mischt man dieses Vibrato-Signal mit dem unveränderten Signal, was über den Effektstärke-Drehschalter geschieht, ergibt sich ein spezieller Chorus-Effekt, der von unzähligen Hammond-Aufnahmen bekannt ist.

### Percussion
Das Percussion-Register ist nur auf dem Obermanual verfügbar, und auch nur auf einem der zwei Zugriegelsätze. Das Erklingen und schnelle Abklingen einer Fußlage ergibt den Percussion-Effekt. Die Percussion erklingt nicht bei jedem Tastendruck, sondern nur, wenn davor alle Tasten losgelassen wurden. Die Fußlagen 4′ und 22/3′ sind als Percussion-Register schaltbar, wobei eine kurze (etwa 200 Millisekunden) und eine lange (eine knappe Sekunde) Ausklingzeit gewählt werden kann. Zusätzlich ist die Lautstärke zwischen Normal und Soft schaltbar. Für die Steuerung der Percussion wird der 1′-Tastenkontakt verwendet, der 1′-Zugriegel ist bei eingeschalteter Percussion also stumm.

### Effekte
Hammondorgeln wurden vielfach mit einem Federhall ausgestattet, um dem Klang mehr Räumlichkeit zu verleihen. Zudem ist der Klang der Hammond für viele untrennbar mit dem Leslie verbunden. Dieses sogenannte Motion Sound System beruht auf dem Klang rotierender Lautsprecher (Dopplereffekt), der das bekannte Jammern des Klanges verursacht. Kurioserweise wurden Hammondorgeln nicht ab Werk mit einem Leslie-Anschluss ausgestattet, da Laurens Hammond den Klang des Leslies nicht mochte. Dieser musste vielmehr mit einem Leslie Connector Kit nachgerüstet werden. Allerdings wurden ab 1967 verkleinerte Leslie-Lautsprecher in die T- und M-Modelle eingebaut.
Im Hard Rock war und ist es üblich, Hammondorgeln über Gitarrenverstärker zu verstärken. Modelle der Firma Marshall sind beliebt und verbreitet. Jon Lord prägte in den 1970er-Jahren diesen Klangstil.
Weitere Effekte, die zur Klangveränderung eingesetzt werden, sind Phaser, Ringmodulator und Flanger.

### Presets

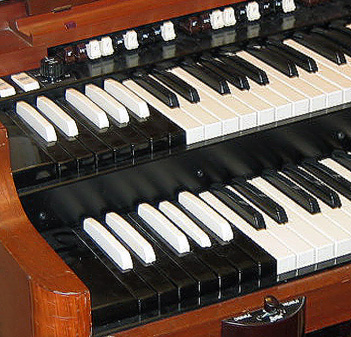
Presets an einer B-3, invertiert-kolorierte Oktave an beiden Manualen

Ergänzend zu den Zugriegeln bieten die Modelle mit 73 Tasten je Manual sogenannte Presets an, mit denen vom Hersteller definierte Registrierungen (Stellungen der Zugriegel) per Tastendruck abgerufen werden können. Diese sind vergleichbar mit den festen Kombinationen bei einer Pfeifenorgel, während die zweite Zugriegelgruppe wie eine freie Kombination wirkt. Größere Orgeln wie die B-3, C3 und A100 bieten auf beiden Manualen eine ganze Oktave an invertiert-kolorierten Tasten an, mit denen die Presets angewählt werden können. Diese sind gegenseitig auslösend, es kann also jeweils nur ein Preset zu einem Zeitpunkt angewählt sein, die Taste arretiert dann in der gedrückten Position. Die Zugriegel verstellen sich dabei nicht automatisch, da es an einer Motorisierung fehlt, die Presets sind vielmehr intern verdrahtet. Hierbei dient das C als Auslöser oder Stummschalter, die Tasten Cis-A sind die neun vorgegebenen Presets und die Tasten B und H schalten die rechte oder linke Zugriegelgruppe ein. Somit sind schnelle Klangwechsel problemlos möglich.
Andere Modelle bieten Kippschalter als Presets an. Dazu gehören die M-100 und die L-100 Serie von Hammond.

## Modelltypen
Man unterscheidet prinzipiell zwei Typen von Hammondorgeln:
- Konsolenmodelle: Diese besitzen zwei Manuale mit je 61 (+ 12) Tasten (C–c4) und ein 25-töniges (C–c1) oder 32-töniges (C–g1) Basspedal (Vollpedal). Weiterhin sind vier neunchörige Zugriegelsätze (zwei pro Manual) und neun Presets pro Manual vorhanden (Die farblich invertierten Tasten am linken Manualende sind Schalter, über die die Presets und Zugriegelsätze ausgewählt werden). Das Basspedal besitzt zwei Zugriegel (16′ und 8′). Konsolenmodelle waren für den Konzert- und Kirchenmusikbereich bestimmt. Zu ihnen zählt man die technisch ähnlichen Modellreihen A100, B-3 und C3 sowie RT3, D100, E100 und H100 (Liste unvollständig). Die „Kirchenmodelle“ C3 usw. hatten einen verschließbaren Deckel über der Tastatur.

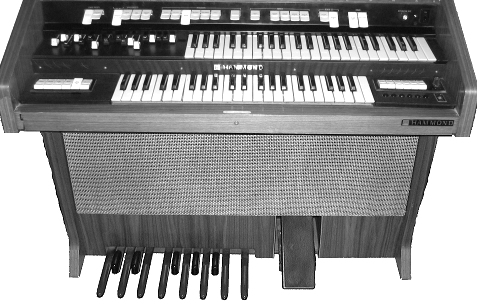
Spinettmodell TR-200

- Spinettmodelle: Sie besitzen üblicherweise zwei Manuale mit je 44 Tasten (F–c3), einen Zugriegelsatz pro Manual, keine oder wenige Presets und ein zwölftöniges (C–H) oder dreizehntöniges (C–c) Stummelpedal. Das Untermanual ist nur sieben- oder achtchörig, die subharmonischen Register (16′ und 51/3′) fehlen. Spinettmodelle waren für den Heimbereich konzipiert. Wichtigste Vertreter sind die Baureihen L100, M3, M100 und T100.

Die Konsolenmodelle besitzen zudem das „Harmonic Foldback“, was bei den Spinettmodellen nicht zu finden ist. Daraus resultieren in jedem Fall grundsätzliche klangliche Unterschiede zwischen beiden Modelltypen.

### Die wichtigsten Modelle

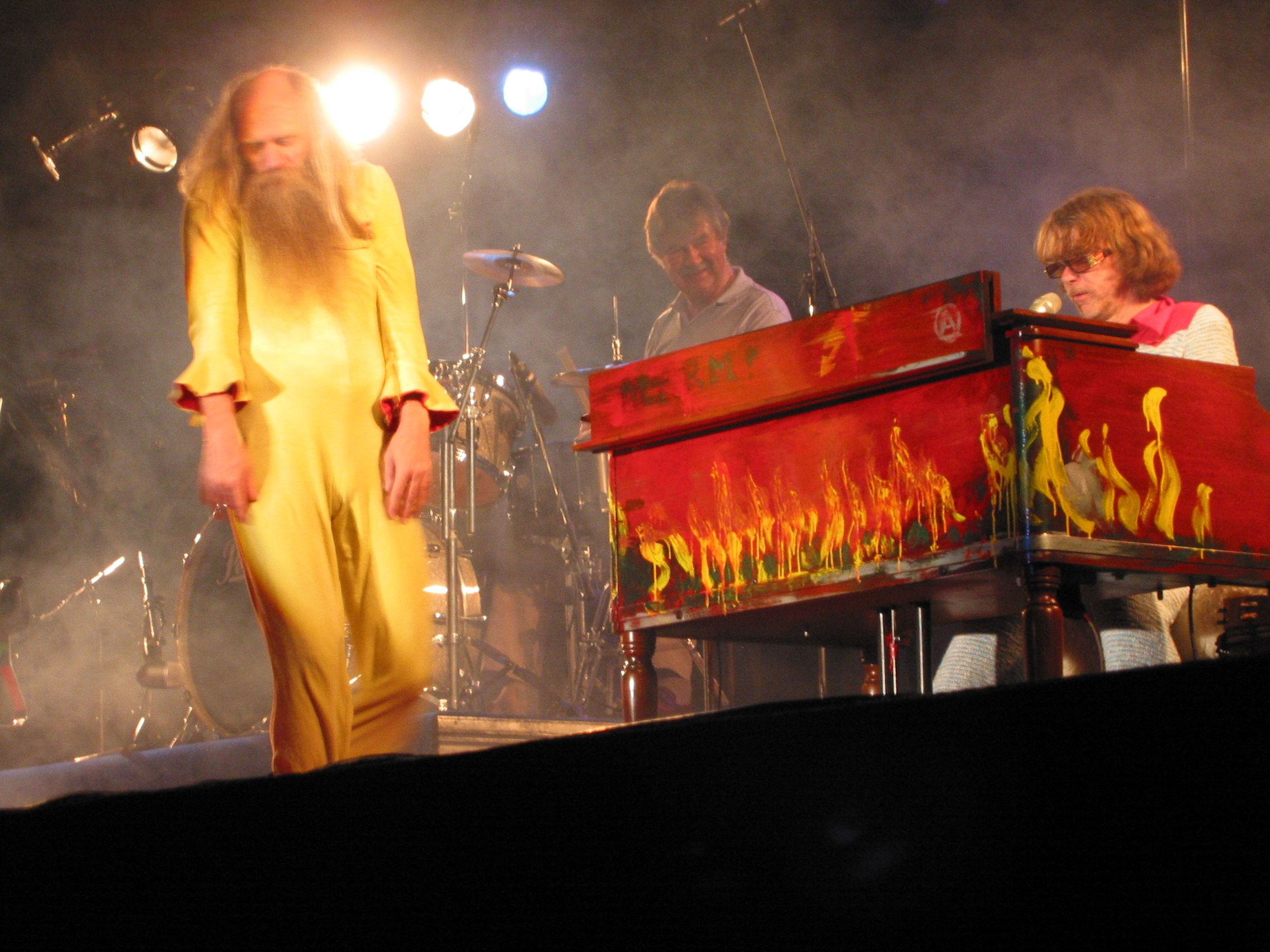
Helge Schneider hinter einer B-3. Deutlich wird die Tiefe des Instruments.

- A-100 (1959–1965), B-3 und C-3 (1955–1974): Der Inbegriff der Hammondorgel. Tonerzeugung und Klangformung sind bei diesen Modellen identisch. Der Tongenerator erzeugt 91 Frequenzen. Alle besitzen zwei Manuale à 61 Tasten, links davon elf weitere, invers kolorierte Tasten für neun auf einem Klemmenbrett fest verdrahtete Presets und zwei Zugriegelsätze pro Manual, ein 25-töniges Basspedal, Percussion und Scanner-Vibrato. Die A-100 war für den Heimbereich bestimmt, es sind im Unterschied zur B-3 und C-3 zusätzlich ein Federhallsystem, zwei Leistungsverstärker (Hauptverstärker mit 15 Watt und Hallverstärker mit 12 Watt Ausgangsleistung) und drei Lautsprecher (2 mal 12" für den Haupt- und ein 12"-Lautsprecher für den Hallverstärker) eingebaut. Die B-3 ist das Konzertmodell und die C-3 das Kirchenmodell. Sie unterscheiden sich lediglich in der Gehäuseausführung und sind technisch identisch. Bis zur Endmontage in ein Gehäuse konnte nicht unterschieden werden, um welches Modell genau es sich handelt.

Obligatorisch für eine B-3 sind die vier gedrechselten Beine. Die C-3 hat feste Seiten- und eine Rückwand; die A-100 und ihre Varianten (A-101 usw.) feste Seitenwände, die Rückwand war beliebig. Die A-100 war das "Hausmodell" fürs Wohnzimmer, mit eingebauter Verstärkung und Klangerzeugung. Höherwertige Holzausführungen hatten höhere Modellnummern: A-101 für dunkles Holz mit Schnitzereien und A-102 für helles Kirschbaumholz im Chippendale-Stil.  Daneben gab es noch aufwändig gebaute Modelle, sogenannte Konzertorgeln, die in geringer Stückzahl gebaut wurden. Überliefert ist die Restaurierung eines Modells "E".
- M-3 (1955–1964): Die auch „Baby-B3“ genannte M-3 ist ein Spinettmodell mit zwei Manualen à 44 Tasten und einem 12-tönigen Basspedal. Der Generator erzeugt 86 Frequenzen. Sie besitzt neun Zugriegel für das Obermanual, acht für das Untermanual und einen Basszugriegel (16′), außerdem Percussion und Scannervibrato. Eine Besonderheit ist der achte Zugriegel für das Untermanual, der die Terz über dem 1′-Register, also ein 4/5′-Register erklingen lässt. Die M-3 besitzt keinerlei Presets, aber einen eingebauten 12-Watt-Verstärker und einen Lautsprecher.
- M-100 (1961–1968): Diese stellt eine Weiterentwicklung der M-3 dar. Sie besitzt zusätzlich noch Presets, Hall, einige Zusatzschalter für die Choruseffekte und ein 13-töniges Basspedal. Der eingebaute Verstärker steuert zwei Lautsprecher an, und es existiert ein dritter Lautsprecher für die Halleffekte. Trotzdem ist die M-3 für viele Organisten das bessere Instrument, da die M-100 keine sogenannte Waterfall-Tastatur wie die B-3 besitzt. Ein bekanntes Beispiel für die Verwendung der M-100 ist der Hit A Whiter Shade of Pale von Procol Harum.

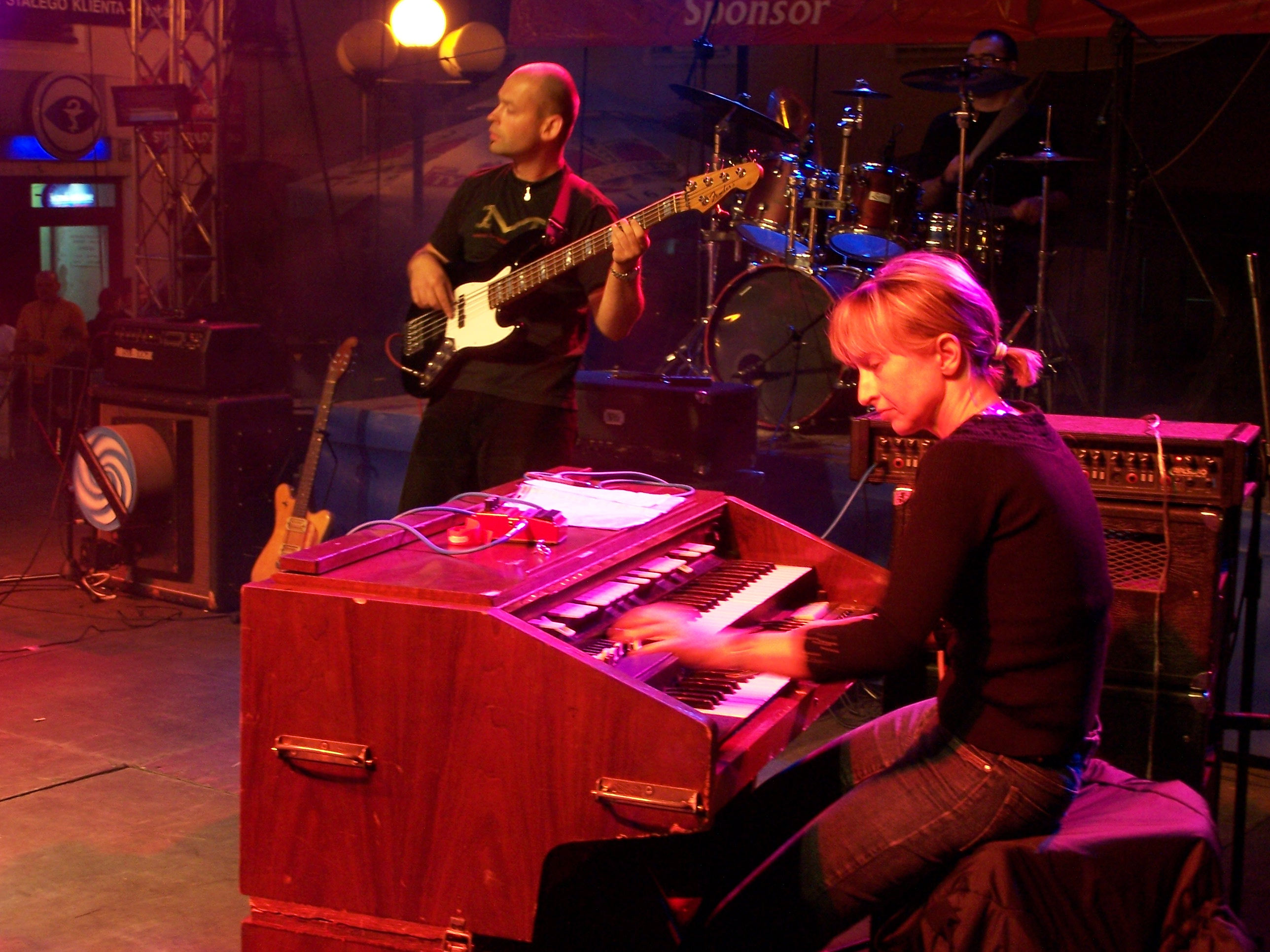
Hammondorgel aus der Modellreihe T

- L-100 (1961–1972): Die von Keith Emerson verwendete Orgel. Die L-100 war das „Billig-Spinett“ von Hammond. Sie ist technisch ähnlich zur M-100, besitzt aber im Gegensatz zu dieser kein Scannervibrato und nur sieben Zugriegel für das Untermanual. Eine Variante ist die P-100, eine L-100 in einem transportablen (zweiteiligen) Gehäuse.
- T-200: zwei Manuale mit je 3½ Oktaven, keine (invertierten) Preset-Tasten, 13-töniges Basspedal.[14] Im Unterbau des Gehäuses ist ein mechanisches Leslie eingebaut. Das Modell ohne Leslie hieß T-100, von der es auch eine transportable Version gab. Diese hieß dann TTR-100 und war für den europäischen Markt vorgesehen[15]. Ein maßgeblicher Unterschied zu den anderen genannten Hammond Modellen ist, dass die Verstärker der T-Serie mit Transistoren arbeiten.[16] Durch die nicht vorhandenen Röhren kann die Orgel nicht so schön verzerrt/übersteuert werden, wie man es von den anderen Modellen kennt.

## Hammondorgel heute

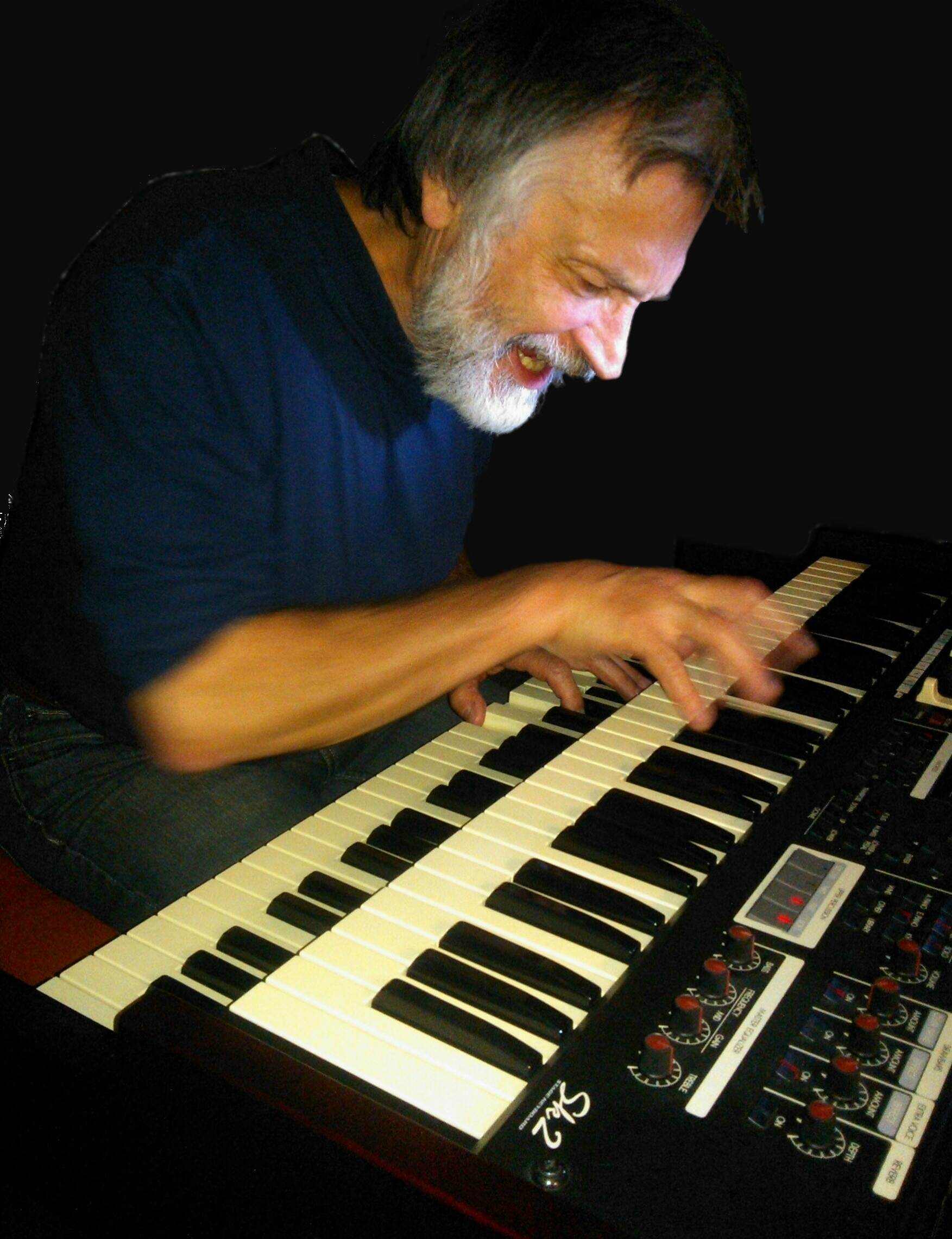
Peter Weltner in Aktion an der Hammond SK2

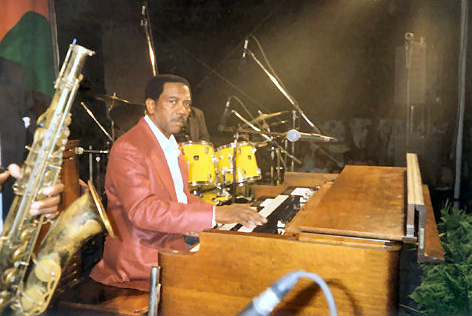
Jimmy Smith, hier an seiner Hammond B-3, gilt als der Erneuerer des Orgelspiels im Jazz.

Nachfolger und Eigentümer des Namens Hammond ist seit 1986 ein japanisches Unternehmen, das unter dem Firmennamen Hammond-Suzuki moderne Orgeln der Marke Hammond im alten Stil und Klang vermarktet. Bei diesen wird der Klang des Tongenerators mittels digitaler Technik simuliert. Der deutsche Distributor in Setzingen bei Ulm unterhält noch eine Fachwerkstatt für die Instandsetzung der alten Modelle; im großen Verkaufsraum befinden sich auch Original-Hammondorgeln.
Auch einige Fremdhersteller boten und bieten Keyboards und Soundmodule mit dem Hammond-Klang und -Bedienelementen an, darunter die Firmen Clavia (mit den Modellen Nord C1, Nord C2, Nord C2D, Nord Electro, Nord Stage), KORG (CX-3, BX-3, CX-3 II und BX-3 II), Crumar (Mojo), Ferrofish (B4000+), Roland (VK-7, VK-77), Oberheim und Kurzweil, die teilweise eine beachtliche Authentizität des Klanges erreichen.
Daneben gibt es unterdessen Computerprogramme, die den Klang und teilweise auch – etwa mittels spezieller Zugriegel-Adapter – die Spielbarkeit von Hammondorgeln nachzuahmen versuchen; zu den bekanntesten zählt die Software Vintage Organs der Firma Native Instruments.
Hammond-Suzuki selbst setzt einen gewissen Schwerpunkt auf Sakralorgeln (Modell 935, A-405 und 920). Daneben werden Baureihen mit Heimorgeln (Holzgehäuse mit Hufeisentisch), die kleine, mobile und modular erweiterbare XK-Serie und als Volumenmodell die optisch und akustisch auf der B-3 beruhende B-3 MK 2, und als Stage-Keyboard Hammond SK2, angeboten. Alle Modelle beruhen auf der digitalen Nachbildung des Tonrad-Generatorklangs.

## Eigenschaften der Klangsynthese
Lange Zeit gelang es nicht, den speziellen Klang einer elektromechanischen Hammondorgel auf elektronischem Weg authentisch zu synthetisieren. Aus diesem Grund waren die alten elektromechanischen Orgeln nach Produktionsende bei Musikern weiterhin sehr gefragt. Erst mit den Möglichkeiten und der allgemeinen Verfügbarkeit ausreichend leistungsfähiger Digitaltechnik gelang es, das Ziel einer hinreichend authentischen Klangrekonstruktion in zeitgemäßen Orgeln bzw. Keyboards zu realisieren.
Die Herausforderungen für die Nachahmbarkeit des Klanges der elektromechanischen Tonerzeugung sind im Wesentlichen folgende:
1. Die Bereitstellung der neun möglichen Teiltöne (Fußlagen) erfolgt bei der Hammondorgel über jeweils neun separate elektrische Schaltkontakte pro Taste. Diese neun Kontakte schließen bauartbedingt beim Drücken einer Taste nicht gleichzeitig – bei langsamem Herunterdrücken einer Taste deutlich hörbar nacheinander. Dadurch entstand eine Art Anschlagsdynamik: Wird die Taste langsam heruntergedrückt, baut sich der Ton aus den maximal neun Einzeltönen langsam und „weich“ auf. Wurde die Taste hingegen schnell heruntergedrückt, ertönten alle neun Töne annähernd gleichzeitig, sodass der Ton „härter“ einsetzte. (Altersbedingt können durch Übergangswiderstände an den Kontakten je nach Taste einzelne Teiltöne auch schwanken oder ausfallen.)
2. Jeder Tastenkontakt erzeugt beim Einschalten eines Tones immer ein leichtes Knack- oder Klickgeräusch, da die am Kontakt anliegende sinusförmige Wechselspannung beim Drücken der Taste nicht exakt im Nulldurchgang, sondern in irgendeiner anderen Phasenlage getroffen und zum Verstärker weitergeleitet wird. Durch diesen eigentlich ungewollten, jedoch unvermeidbaren Anschnitt des Sinus entsteht ein impulsartiges, breitbandiges Signal, das vom menschlichen Ohr als Knack wahrgenommen wird. Durch die Betätigung der neun Kontakte beim Herunterdrücken einer Taste wird also eine Kaskade von Knackgeräuschen erzeugt. Dies ergibt, je nachdem, wie schnell eine Taste heruntergedrückt wird, insgesamt ein „schmatzendes“ Klickgeräusch, den typischen „Hammond-Click“.
3. Die einzelnen Zahnräder (Tonräder) im Tongenerator drehen sich mit der durch das Getriebe definierten Geschwindigkeit, die exakte Position ihrer Zähne bzw. der Winkel der einzelnen Zahnräder zueinander – und somit Phasenlage der von ihnen produzierten Sinustöne – ist jedoch baulich nicht exakt definiert, sondern zufällig.
4. Jedes einzelne Tonrad liefert (in Verbindung mit einigen passiven Bauelementen) bereits einen sinusförmigen Ton. Durch Zugriegel und Tastenkontakte werden die sinusförmigen einzelnen Töne anschließend zusammengemischt. Diese Art der Tonerzeugung und Zusammenführung kann als „Einzeltonfilter“ bezeichnet werden. In Orgeln mit elektronischer Tonerzeugung hingegen ist der einzelne Ton zunächst rechteckförmig oder sägezahnförmig. Aus Gründen der Kostenersparnis erfolgt die Filterung zu einem nahezu sinusförmigen Signal nicht einzeltonweise, sondern es wird pro Quinte oder gar pro Oktave nur ein Filter verwendet (Gruppenfilter). Die sägezahn- oder rechteckförmigen einzelnen Töne werden erst zusammengeführt und anschließend gefiltert, was sie von Obertönen befreit. Durch das Mischen der ungefilterten Rechteck- oder Sägezahnschwingungen kann es zu Intermodulationsverzerrungen kommen. Bei elektronischen Hammondorgeln aus der Zeit ab 1975 und bei vielen anderen elektronischen Musikinstrumenten sind diese Verzerrungen sofort hörbar, wenn mehr als 10 bis 20 Tasten auf einmal gedrückt werden. Es entstehen keine sauberen Töne mehr, sondern stark verzerrte bis krachende Geräusche. Die alte Hammondorgel hingegen war völlig frei von (hörbaren) Intermodulationsverzerrungen.
5. Die einzelnen Tonräder liefen nicht immer völlig rund, vielmehr hatten sie, auch abhängig vom Alter und Zustand der Orgel, ganz leichten Seiten- oder Höhenschlag. Die dadurch entstehenden, in der Regel sinusförmigen Amplituden- und eventuell sogar Frequenzschwankungen beeinflussten beziehungsweise überlagerten den vom Tonrad erzeugten eigentlichen Sinuston. Für das menschliche Ohr ist diese „Unsauberkeit“ des einzelnen Tons normalerweise nicht wahrnehmbar. Die in der Summe erzeugten Töne tragen gerade wegen der Unreinheiten der Einzeltöne zum Entstehen des besonderen, lebendig erscheinenden Klangbildes bei.
6. Ein nicht unerheblicher Bestandteil des originalen Hammond-Klanges ist das sogenannte Leakage noise. Damit ist das Übersprechen benachbarter Tonräder in den Tonabnehmer des gerade benutzten Tonrades gemeint. Drückt man eine beliebige Taste auf der Hammondorgel nur mit dem gezogenen 8′-Zugriegel (so kann man es am besten hören), so hört man (je nach Zustand und Alter der betreffenden Orgel) nicht nur den eigentlichen Sinuston der 8′-Lage, sondern auch ganz leise die Töne anderer Fußlagen, was zu leicht dissonanten Klängen einzelner Fußlagen führen kann. Leakage noise tritt sehr oft bei Hammondorgeln auf, die vor dem Jahre 1964 gebaut wurden. Eine Hammond ab 1965 hat deutlich weniger leakage noise als ein Instrument von 1963. Auf jüngeren Hammond-Kopien kann dies zum Teil auch schon simuliert werden; dort gibt es Regler wie condition oder eben leakage, mit denen man alte Instrumente und dementsprechenden Klang annähernd simulieren kann – bei den alten Originalen war nicht jede Fußlage gleich davon betroffen und somit war der Klang viel variabler und zufälliger, als es bei den Simulationen der Fall ist.

## Hammondorgel-Musiker
Musiker, bei denen die Hammondorgel stilprägend war oder ist (Auswahl):
- Don Airey (Rainbow, Whitesnake, Deep Purple)
- Gregg Allman (Allman Brothers Band)
- Tony Ashton (Remo Four, Ashton, Gardner & Dyke, Jon Lord, Family, Pete York)
- Brian Auger (Jazz-, Fusion- und Rockorganist; Trinity; Julie Driscoll; Oblivion Express)
- Tony Banks (Genesis)
- Thomas Bauser (Jazzorganist)
- Lou Bennett (Jazzorganist)
- Emmanuel Bex (Jazzorganist)
- Carla Bley (Jazzorganistin)
- Fred Böhler
- Graham Bond
- André Brasseur
- Matthias Bublath (Jazzorganist)
- Bert van den Brink
- Tom Canning
- Mike Carr
- Rob Collins (The Charlatans)
- Tom Coster (Santana; Vital Information – Jazzorganist)
- Vincent Crane (The Crazy World of Arthur Brown; Atomic Rooster)
- Wild Bill Davis (Jazzorganist)
- Joey DeFrancesco (Jazzorganist)
- Barbara Dennerlein (Jazzorganistin)
- Bill Doggett (Rhythm & Blues-Organist)
- Lachy Doley (Jazz, Hammondorgel und Whammy-Clavinet)
- Daniel Mark Eberhard (Jazz-Musiker, Hammond-Endorser)
- Hans van Eijck (Organist und Songwriter von Tee Set)
- Thierry Eliez (Magma)
- Keith Emerson (The Nice; Emerson, Lake and Palmer)
- Georgie Fame (solo, Fame & Price, Bill Wyman)
- Danny Federici (E Street Band)
- Mike Finnigan
- Matthew Fisher (Procol Harum)
- Ronnie Foster (Jazzorganist)
- Hanjo Gäbler (Gospelorganist)
- Klaus Göbel (Jazzorganist)
- Barry Goldberg
- Larry Goldings (Jazzorganist, Pianist)
- Dave Greenslade (Colosseum; Greenslade)
- Eddie Hardin (The Spencer Davis Group; Hardin & York)
- Alan Hawkshaw (Mohawks, The Shadows)
- Cory Henry (Jazzorganist)
- Ken Hensley (Uriah Heep)
- Ingfried Hoffmann (Jazzorganist, -pianist, Komponist)
- Richard Holmes (Jazzorganist)
- Booker T. Jones (Booker T. & the M.G.’s, Studiomusiker bei Stax Records)
- Bradley Joseph
- Tony Kaye (Yes; Badger)
- Al Kooper (Blues Project, Bob Dylan, Jimi Hendrix, Rolling Stones, solo)
- Jean-Jacques Kravetz (Frumpy; Atlantis; Udo Lindenberg)
- Charles Elliot Kynard (Acid-Jazzorganist und Kirchenorganist)
- Franz Lambert
- Mike LeDonne (Jazzorganist)
- Rick van der Linden (Ekseption)
- Jon Lord (Deep Purple; Whitesnake)
- Eddy Louiss (Jazzorganist)
- Jack McDuff, (Jazzorganist)
- Ian McLagan (Small Faces, The Faces)
- Martin Meixner, (Jazzorganist)
- John Medeski (Medeski, Martin & Wood)
- Jackie Mittoo (The Skatalites, Studiomusiker des Studio One)
- Zoot Money (Zoot Money’s Big Roll Band, Eric Burdon & The Animals, Alexis Korner)
- Jean Musy (Jazzorganist, Filmkomponist)
- Simon Oslender
- Big John Patton (Jazzorganist)
- Robin Piso (DeWolff)
- T. C. Pfeiler (Jazzorganist)
- Billy Preston (Jazzorganist, Beatles, Eric Clapton, The Rolling Stones)
- Alan Price (The Animals, solo)
- Dieter Reith (Jazzorganist und -pianist)
- Wolfgang Riechmann (Streetmark)
- Freddie Roach (Jazzorganist)
- Gregg Rolie (Santana, Journey)
- Helge Schneider
- André Schwager (Jazzorganist)
- Rhoda Scott (Jazzorganistin)
- Shirley Scott (Jazzorganistin)
- Erich Sendel
- Derek Sherinian (Dream Theater)
- Jens Skwirblies (Lake, Barclay James Harvest)
- Ethel Smith (Jazzorganistin)
- Jimmy Smith (Jazzorganist)
- Dr. Lonnie Smith (Jazzorganist)
- Sly Stone (Sly & the Family Stone)
- James Taylor Quartet
- Akiko Tsuruga (Jazzorganistin)
- Anthony Ventura
- Cherry Wainer
- Rick Wakeman (Strawbs, Yes)
- Walter Wanderley
- Mick Weaver (Wynder K. Frog, Keef Hartley Band, Joe Cocker, Taj Mahal)
- Otto Weiß
- Peter Weltner (Blues-, Rock- und Jazzorganist)
- Matthew Whitaker, (Jazzorganist)[19]
- Baby Face Willette, (Jazzorganist)
- Reuben Wilson, (Soul Jazzorganist)
- Steve Winwood
- Raphael Wressnig (Jazz- und Bluesorganist)
- Gary Wright (Spooky Tooth, solo)
- Richard Wright (Pink Floyd)
- Klaus Wunderlich
- Reese Wynans (Stevie Ray Vaughan and Double Trouble)
- Sam Yahel (Jazzorganist)
- Larry Young (Jazzorganist)